# Mellitidia horvathi
Mellitidia horvathi är en biart som först beskrevs av Heinrich Friese 1909.  Mellitidia horvathi ingår i släktet Mellitidia och familjen vägbin. Inga underarter finns listade i Catalogue of Life.